# 韩国铁道8100型电力机车
韩国铁道8100型电力机车（朝鲜语：한국철도공사 8100호대 전기 기관차）是韩国铁道公社的一种客货运通用电力机车，也是韩国第一种交流传动电力机车，由德国西门子交通集团设计，以技术转让的方式由大宇重工业在韩国国内制造。

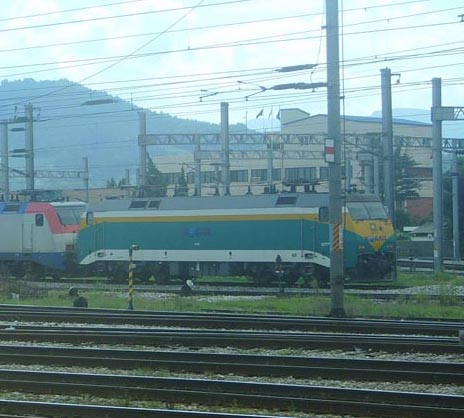
8101号机车旧涂装

## 發展歷史
1996年11月，大宇重工業與西門子公司達成協議，為大韓民國鐵道廳製造新一代大功率交傳電力機車，並先試製兩台樣車，即為8100型。
8100型电力机车是在“欧洲短跑手”（EuroSprinter）系列ES64F型电力机车（德国铁路152型电力机车）基础上，根据韩国铁路的使用要求改进设计而成的，最高速度 150 km/h，持续功率为 5,200 kW，适用于供电制式为 25 kV 60Hz 单相交流电的电气化铁路。8100型仅试制2台，於1998年9月28日交付，並经过一年试验後投用。其後韓方按照運用經驗，向西門子及大宇訂購改進型機車，于2002年定型为8200型并投入批量生产。

## 技術特點

### 总体结构
8100型电力机车是四轴大功率干线货运用电力机车，车体采用自承载焊接设计，两端各设有一个司机室，司机可在任何一端司机室对机车进行控制；车内设备采用两侧屏柜化斜对称布置，并设600毫米闊的中间贯通走廊。每台机车车顶设有两台单臂式受电弓，其他车顶外置设备包括真空断路器、接地开关、避雷器、高压连接器等高压设备。牵引变压器采用卧式悬挂结构吊装于车底中部。机车轴式为Bo-Bo，持续功率为5200千瓦；机车轴重为22吨。此型機車採用詹尼車鈎，並將所有高壓設備放於車頂，與原型車ES64U採用密接式車鈎及於車內另設高壓室容納高壓設備不同。

### 电气系统
8100型电力机车是交—直—交流电传动的单相工频交流电力机车，机车主电路由主变压器、牵引变流器、牵引电动机三大部分构成。接触网导线上的25千伏60赫茲单相工频交流电电流，经受电弓、主断路器进入机车后再输入主变压器，交流电经过主变压器的4个牵引绕组降压后，经过4组四象限脉冲整流器整流为直流电，然后向两组中间直流回路供电，再由4组牵引逆变器转换成三相交流电输出，每组逆变器向一台异步牵引电动机供电，实现机车的轴控驱动，使牵引电动机产生转矩，将电能转变为机械能，经过齿轮的传递驱动轮对。
8100型机车采用了西门子公司研制的VVVF牵引变流器，其中四象限整流器和PWM逆变器均由相同的水冷GTO变流模块（4500V/3000A）组成。牵引电动机采用由西门子公司研制的三相誘導牵引电动机，额定功率为1300千瓦，冷却方式为强迫通风，采用直接转矩控制（DTC）。

### 控制系统
8100型电力机车装载了西门子公司开发的“SIBAS 32”微机控制系统和列车通信网络（TCN）。“SIBAS 32”系统采用集散控制模式，由中央控制单元（CCU）、牵引控制单元（TCU）、辅助控制单元（ACU）、液晶显示屏（HMI）和外设智能接口（KLIP）构成，并采用两级网络控制系统进行数据通信，由绞线列车总线（WTB）和多功能车辆总线（MVB）两级网络构成，使机车控制系统具有控制、监测、传输、故障诊断、显示和存储功能；主逆变器由TCU控制，CCU负责对机车进行全面管理，机车内所有电子控制装置、显示器等都通过MVB相连，两台或以上重联机车之间的通讯则通过WTB实现。

### 转向架
机车走行部为两台完全相同的兩轴转向架，转向架构架采用钢板焊成箱形结构的“日”字型构架，轮对轴箱采用单拉杆定位。一系悬挂采用螺旋弹簧配垂向油压减震器；二系悬挂为高挠螺旋圆弹簧及橡胶垫，配横向油压减振器。牵引力或制动力通过中间低位推挽式双斜拉杆牵引装置传递。牵引电动机采用滚动轴承抱轴式半悬挂、单边刚性斜齿传动。基础制动装置为轮盘制动；停放制动装置为单元制动器。